# خلية مستقبلة للضوء
خلية مستقبلة للضوء في علم الأحياء يقصد بها على مستوى الخلية الحية بأنها خلية بصرية من خلايا العين وهي تكون حساسة للضوء. ويوجد منها نوعين من الخلايا: خلايا نبوتية (أو عصوية)، وخلايا مخروطية. كلا النوعين من الخلايا البصرية توجد موزعة في شبكية العين بكثافات مختلفة.
من وجهة أخرى يمكن أن يقصد بمستقبل الضوء على مستوى جزيء بأنه صبغة حساسة للضوء، يمكن أن يكون مركبا من بروتين (مثل أوبسين) ومواد حاملة للألوان، مثل ريتينال.
وتوجد المادة التي ترى الألوان في العين وتسمى رودوبسين ومثيلها يودوبسين في خلايا حساسة للضوء: خلايا نبوتية (أو عصوية لأن شكلها مثل العصى)، كما توجد مستقبلات الضوء أيضا الخلايا المخروطية في شبكية عيون حيوانات.
كما توجد تلك مستقبلات الضوء في نباتات وفي الفطر مثلما في فوتوتروبين وفيتوكروم وكريبتوكروم، كذلك توجد في كائنات وحيدة الخلية مثل الطحالب والبكتيريا. وتقوم مستقبلات الضوء في النبات وهي تسمى يخضور بعملية التمثيل الضوئي التي تعمل على نمو النبات عن طريق اكتساب الطاقة من الأشعة الشمسية وثاني أكسيد الكربون من الجو وتنتج أكسجين إلى جانب نمو النبات والسكر.

## أساسيات
يتسبب امتصاص ضوء له طاقة كافية في الخلايا المستقبلة للضوء تولد إشارة كهربائية.
ونفرق بصفة أساسية بين مستقبلات الضوء في الحيوانات الفقرية وغير الفقرية:
- تتاثر مستقبلات الضوء في الحشرات ذات الأعين المركبة وتنشأ عنها انخفاضا في الجهد الكهربائي، بما يسمى «تعادل الاستقطاب»،
- وعلى عكس ذلك فإن مستقبلات الضوء في شبكية العين في الحيوانات الفقرية فيحدث فيها «استقطاب فائق». ولكن فرق الجهد الحادث لا يحدث في مستقبل الضوء نفسه وإنما في الخلايا العصبية التي تلي المستقبلات، ولهذا تعتبر مستقبلات الضوء في الفقريات مستقبلات ثانوية.

## مستقبلات الضوء في الفقريات

### تركيبها

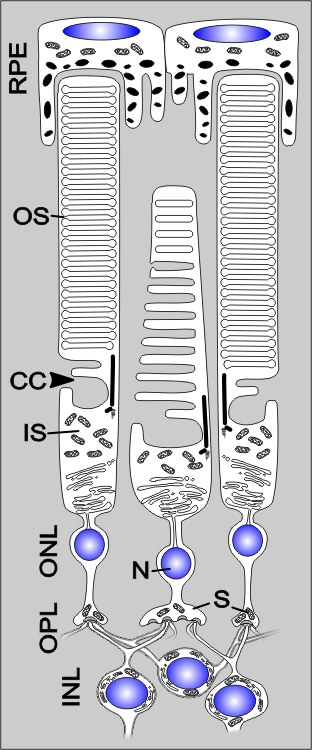
شكل يبين شبكية العين وما فيها من خلايا عصوية (طويلة) ووخلايا مخروطية.

نفرق في شبكية عين الإنسان بين ثلاثة أنواع من مستقبلات الضوء: خلايا عصوية وخلايا مخروطية وخلايا عصبونية (اكتشفت الخلايا العصبونية منذ عام 1999). وتقوم الخلايا العصوية والمخروطية في تكوين الصورة المرئية. واما الخلايا العصبونية الحساسة أيضا للضوء في تعمل على تنظيم الدورة الزمنية لليل والنهار.
الخلايا العصوية توجد في الشبكية بأعداد كبيرة وهي اشد حساسية للضوء عن الخلايا المخروطية، فهي تستطيع الرؤية في الضوء الضعيف. وتحوي شبكية عين الإنسان بين 120 - 130 مليون خلية عصوية. وهي تسمح بالرؤية في الظلام وفي النور. ويبلغ عدد الخلايا المخروطية نحو 6 ملايين خلية وهي المسؤولة عن الرؤية في النهار، والتفرقة بين الألوان. وتوجد في بقعة الشبكية في عين الإنسان خلايا مخروطية فقط ويبلغ عددها فيها نحو 70.000 خلية مخروطية.
تركيب الخلاية العصوية والخلية المخروطية متشابهان. يحدث في الطرف الخارجي للخلية تحول الإشارة الضوئية بواسطة بروتين يسمى رودوبسين، الذي هو عبارة عن «صبغة الرؤية». ويوجد الرودبسين بكثرة في أقراص غشائية (في العصويات) أو في ثنايا غشائية في المخروطيات. الخلايا العصوية أطول من المخروطية التي تكون أعرض وشكلها مخروطي، وتتصلان من قواعدهما بالشبكية.
تتسم الأجزاء الخارجية للخلايا بأنها هدبية الشكل وتتصل مع الجزء الداخلي عن طريق هدب غير متحرك. ومنه يتم التواصل مع الجزء الداخلي IS وهو الجزء النشط في التمثيل المادي وهو يحوي متقدرات الخلية. ويتلو في الداخل الجزء ER الذي تتكون فيه البروتينات، ثم جزء الخلية الذي توجد به نواة الخلية N . ومنها يخرج محور عصبي ويتصل ب تشابك عصبي عند OPL. التشابكات العصبية لمستقبلات الضوء تتم في عدد كبير من الحويصلات الشبكية عند INL.

### طريقة عملها
تمتلك مستقبلات الضوء على اختلاف أنواعها أنواعا مختلفة من البروتينات الحساسة لألوان الضوء الرودوبسين. وهي تختلف في قدرتها على امتصاصها الضوء وبالتالي بالنسبة لحساسيتها للون معين من الضوء - أي لطول موجة معينة من الضوء. وتلك هي أساس الرؤية الملونة. ويحدد عدد أنواع الخلايا المخروطية المختلفة الطيف المرئي. فمثلا تحوي عين الإنسان ثلاثة أنواع من الخلايا المخروطية حساسة لثلاثة الوان للضوء.
في الظلام تنتج التشابكات العصبية لخلايا مستقبلات الضوء ناقلات عصبية تسمى جلوتامات. وهذه الجلوتامات تعمل على تهدئة وغلق التشابكات العصبية التالية للخلايا ثنائية القطب. وعندما يسقط شعاع ضوئيا على خلية مستقبلة للضوء، تنغلق قنوات أيونات في غشاء الخلية تحت تأثير شلال نقل الإشارة. فتتأثر الخلية الحساسة للضوء وتصبح مستقطبة (يكون لها قطب سالب وقطب موجب كهربائيا) وتطلق ناقلات عصبية بمقادير منخفضة. ويتلو ذلك انفتاح قنوات الأيونات للخلايا العصبية التالية لها (خلايا مزدوجة الأقطاب وخلايا أفقية) وتنتقل الإشارة إليها؛ فتقوم هي الأخرى بتوصيل الإثارة إلى الخلايا العصبية الأخرى (خلايا أماكرين، وخلايا عصبون الشبكية) ومنها على الدماغ.

## اقرأ أيضا
- خلية أماكرين
- قيم الحفز الثلاثي
- خلية عصوية
- خلية مخروطية
- ريتينال
- دالة لمعان
- خلية عصبية ثنائية القطب
- عصبون الشبكية
- شبكية